# 炭田久美子
炭田 久美子（すみた くみこ、1953年3月18日 - ）は、日本の女子バスケットボール選手・指導者である。新潟県新井市（現：妙高市）出身。

## 来歴
新井中学校でバスケを始め、高田商業高校卒業後、日立甲府に入社。
1986年に山梨で開催されたかいじ国体では選手・コーチを兼任し、引退後はコーチに転じる。1997年にはヘッドコーチに就任し、日本リーグ初の女性ヘッドになった。
日立甲府が甲府→山梨クィーンビーズとクラブ化された後も引き続き指揮を執り、2005年には日本代表コーチも務める。
2012年にヘッド退任し、翌シーズンはゼネラルマネージャーを務めた。
2015年、地元の新潟アルビレックスBBラビッツのヘッド就任。
2016年、家庭の事情により退任。